# Салтак (Куженерский район)
 Салтак  — деревня в Куженерском районе Республики Марий Эл. Входит в состав Салтакъяльского сельского поселения.

## География
Находится в северо-восточной части республики Марий Эл на расстоянии приблизительно 8 км на юг-юго-восток от районного центра посёлка Куженер.

## История
Деревня была основана в 1790—1800 годах переселенцами из деревни Хмелевка Вятской губернии. В 1859 году деревня была казённым починком, состояла из 8 дворов, в ней проживало 120 человек. В 1874 году в деревне было 27 дворов, в ней проживало 164 человека, в 1885 25 и 180. Деревня была полностью русской. В 1940 году в деревне проживало 183 человека в 36 хозяйствах. В 2004 году в деревне оставались 3 хозяйства. В советское время работали колхозы «Песчаное поле» и «Память Ильича».

## Население
Население составляло 6 человек (мари 100 %) в 2002 году, 7 в 2010.